# Sari Multala
Sari Susanna Multala (Helsinki, 5 de julio de 1978) es una deportista finlandesa que compitió en vela en las clases Europe y Laser Radial.
Ganó tres medallas en el Campeonato Mundial de Europe entre los años 2001 y 2004, y cuatro medallas en el Campeonato Europeo de Europe entre los años 2000 y 2005.
También obtuvo cuatro medallas en el Campeonato Mundial de Laser Radial entre los años 2007 y 2012, y dos medallas en el Campeonato Europeo de Laser Radial, oro en 2008 y plata en 2005.
Participó en tres Juegos Olímpicos de Verano, ocupando el quinto lugar en Sídney 2000 (clase Europe), el quinto en Atenas 2004 (Europe) y el séptimo en Londres 2012 (Laser Radial).

## Palmarés internacional
| Campeonato Mundial | Campeonato Mundial         | Campeonato Mundial | Campeonato Mundial |
| Año                | Lugar                      | Medalla            | Clase              |
| ------------------ | -------------------------- | ------------------ | ------------------ |
| 2001               | Vilamoura (Portugal)       | Medalla de oro     | Europe             |
| 2003               | Cádiz (España)             | Medalla de plata   | Europe             |
| 2004               | Cagliari (Italia)          | Medalla de plata   | Europe             |
| Campeonato Europeo |                            |                    |                    |
| Año                | Lugar                      | Medalla            | Clase              |
| 2000               | Murcia (España)            | Medalla de plata   | Europe             |
| 2002               | Nieuwpoort (Bélgica)       | Medalla de oro     | Europe             |
| 2003               | Palma de Mallorca (España) | Medalla de plata   | Europe             |
| 2005               | Helsinki (Finlandia)       | Medalla de plata   | Europe             |

| Campeonato Mundial | Campeonato Mundial     | Campeonato Mundial | Campeonato Mundial |
| Año                | Lugar                  | Medalla            | Clase              |
| ------------------ | ---------------------- | ------------------ | ------------------ |
| 2007               | Cascaes (Portugal)     | Medalla de plata   | Laser Radial       |
| 2009               | Karatsu (Japón)        | Medalla de oro     | Laser Radial       |
| 2010               | Largs (Reino Unido)    | Medalla de oro     | Laser Radial       |
| 2012               | Boltenhagen (Alemania) | Medalla de bronce  | Laser Radial       |
| Campeonato Europeo |                        |                    |                    |
| Año                | Lugar                  | Medalla            | Clase              |
| 2005               | Split (Croacia)        | Medalla de plata   | Laser Radial       |
| 2008               | Nieuwpoort (Bélgica)   | Medalla de oro     | Laser Radial       |